# Смерть Петра
«Смерть Петра» (другое название — «Версия I») — историческая повесть Юлиана Семёнова о последних днях российского императора Петра Первого. Первая публикация: журнал «Студенческий меридиан», 1983, № 6—8.

## Характеристика
Историческая версия смерти Петра Первого, основана на архивных документах. В рамках работы писатель работал в архивах Риги.
Написана в 1982 году в Букуриани. Является второй книгой в серии исторических романов «Версии». В основу книги положены архивные исследования, розыски и документы, связанные с драматической эпохой конца первой четверти XVIII века.
В романе рассказывается всего о трёх днях из жизни Петра I, причем автор предлагает свою, конспирологическую версию смерти царя — его убийство. В других книгах цикла «Исторические версии» Семенов описывает заговор, приведший к убийству Столыпина, и обстоятельства самоубийства Александра Гучкова.
Дочь писателя Ольга Семенова в его ЖЗЛ пишет: «Отец был убежден, что Петр Первый умер не своей смертью — его убили, чтобы помешать завершить превращение России из отсталой азиатской страны в великую державу со школами, мануфактурами и флотом. Убили российские консерваторы, страдавшие по прекрасной старине и проклинавшие „Антихриста“, но смерть эта была прежде всего угодна Европе, начавшей опасаться российской мощи».